# Aplocera simpliciata
Aplocera simpliciata är en fjärilsart som beskrevs av Treitschke 1835. Aplocera simpliciata ingår i släktet Aplocera och familjen mätare. Inga underarter finns listade i Catalogue of Life.